# Crepidium micranthum
Crepidium micranthum är en orkidéart som först beskrevs av Joseph Dalton Hooker, och fick sitt nu gällande namn av Dariusz Lucjan Szlachetko. Crepidium micranthum ingår i släktet Crepidium, och familjen orkidéer. Inga underarter finns listade i Catalogue of Life.